# SN 1979C
SN 1979C — наднова, що спалахнула в спіральній галактиці Мессьє 100 (в сузір’ї Волосся Вероніки), на відстані близько 50 мільйонів світлових років. Її відкрив 19 квітня 1979 року Гас Джонсон, шкільний учитель і астроном-аматор. Наднові типу II (відомі також як наднові колапсу ядра) є результатом внутрішнього колапсу та сильного спалаху масивної зорі — їх маса принаймні вдев'ятеро більша за масу Сонця. Маса зорі, що спалахнула, оцінювалася близько 20 сонячних мас.
15 листопада 2010 року NASA оголосило про виявлення чорної діри, яка є залишком вибуху наднової, за даними, зібраними між 1995 і 2007 роками з космічних обсерваторій Chandra, Swift, XMM-Newton та ROSAT.
Дослідники спостерігали за постійним джерелом рентгенівського випромінювання та визначили, що, ймовірно, це була речовина, яка потрапляє в об’єкт або від наднової, або від її супутника. Альтернативне пояснення полягало б у тому, що рентгенівське випромінювання могло походити від плеріона, що швидко обертається, подібного до того, який перебуває в центрі Крабовидної туманності. Ці дві ідеї пояснюють кілька типів відомих джерел рентгенівського випромінювання. У випадку з чорними дірами в рентгенівському діапазоні випромінює не сама чорна діра, а речовина, яка падає на неї. Газ нагрівається при падінні в сильне гравітаційне поле.
SN 1979C також вивчали в радіочастотному спектрі. Дослідження кривої блиску проводили між 1985 і 1990 роками за допомогою Дуже великого масива радіотелескопів у Нью-Мексико.

## Дивись також
- Об'єкт Мессьє, що містить SN 1979C